# Eleições estaduais em Mato Grosso em 2006
As eleições estaduais em Mato Grosso em 2006 ocorreram em 1º de outubro como parte das eleições no Distrito Federal e em 26 estados. Foram escolhidos o governador Blairo Maggi, o vice-governador Silval Barbosa, o senador Jaime Campos, além de oito deputados federais e vinte e quatro estaduais num pleito decidido em primeiro turno.
Passados quatro anos o eleitorado mato-grossense assistiu a um novo confronto entre Blairo Maggi e Antero Paes de Barros, sendo que o primeiro foi reeleito governador com um percentual maior que em 2002 e no segundo turno da eleição presidencial trocou Geraldo Alckmin por Luiz Inácio Lula da Silva e em razão disso saiu do PPS, legenda na qual foi eleito e reeleito, e ingressou no PR. Radicado em Mato Grosso desde 1981, o governador Blairo Maggi é formado em Agronomia na Universidade Federal do Paraná e fundador do Grupo Amaggi, embora suas atividades empresariais sejam associadas pelos ambientalistas ao desmatamento da Amazônia. O governador Blairo Maggi manteve o cargo mediante uma votação nominal recorde, mesmo não superando o percentual de 71,27% cravado em 1994 por Dante de Oliveira.
O resultado do pleito apontou o empresário paranaense Silval Barbosa como vice-governador do estado. Natural de Borrazópolis, foi eleito prefeito de Matupá em 1992 e deputado estadual em 1998 e 2002 tendo militado no PTB até o ingresso no PMDB, partido no qual chegou ao Palácio Paiaguás quando o titular renunciou para candidatar-se a senador.
Na eleição para senador a vitória foi de Jaime Campos. Nascido em Várzea Grande, foi eleito prefeito pelo PDS em 1982 e após mudar para o PFL foi eleito governador de Mato Grosso em 1990 e voltou à prefeitura de sua cidade natal em 1996 sendo reeleito no ano 2000.

## Resultado da eleição para governador
Com informações oriundas do Tribunal Regional Eleitoral de Mato Grosso.
| Candidatos a governador do estado | Candidatos a vice-governador   | Número | Coligação                                                                                  | Votação | Percentual |
| --------------------------------- | ------------------------------ | ------ | ------------------------------------------------------------------------------------------ | ------- | ---------- |
| Blairo Maggi PPS                  | Silval Barbosa PMDB            | 23     | Mato Grosso Unido e Justo (PPS, PMDB, PFL, PP, PL, PSB, PTB, PV, PAN, PMN, PRTB, PTN, PTC) | 922.765 | 65,39%     |
| Antero Paes de Barros PSDB        | Sinéia Fernandes de Abreu PSDB | 45     | PSDB (sem coligação)                                                                       | 279.873 | 19,83%     |
| Serys Slhessarenko PT             | Florivaldo Rosa PTdoB          | 13     | Mato Grosso por Inteiro (PT, PTdoB, PCdoB, PRONA)                                          | 159.686 | 11,31%     |
| Mauro de Barros PSOL              | Marcos de Castro Ferreira PSOL | 50     | Frente de Esquerda Mato Grosso (PSOL, PSTU)                                                | 31.336  | 2,22%      |
| Bento Porto PSC                   | Alcimar Borges PSC             | 20     | PSC (sem coligação)                                                                        | 11.091  | 0,79%      |
| Josmar Alderete PSDC              | Antônio Oliveira de Lima PSDC  | 27     | PSDC (sem coligação)                                                                       | 2.624   | 0,19%      |
| Plauto Vieira Velho PRP           | Adilson da Silva Cruz PRP      | 44     | PRP (sem coligação)                                                                        | 2.007   | 0,14%      |
| Roberto Aparecido Pereira PHS     | Adilson Azevedo da Costa PHS   | 31     | PHS (sem coligação)                                                                        | 1.779   | 0,13%      |

## Resultado da eleição para senador
Com informações oriundas do Tribunal Regional Eleitoral de Mato Grosso que apurou 1.277.226 votos.
| Candidatos a senador da República | Candidatos a suplente de senador                             | Número | Coligação                                                                                  | Votação | Percentual |
| --------------------------------- | ------------------------------------------------------------ | ------ | ------------------------------------------------------------------------------------------ | ------- | ---------- |
| Jayme Campos PFL                  | Luiz Antônio Pagot PPS Osvaldo Sobrinho PTB                  | 251    | Mato Grosso Unido e Justo (PPS, PMDB, PFL, PP, PL, PSB, PTB, PV, PAN, PMN, PRTB, PTN, PTC) | 781.182 | 61,16%     |
| Rogério Salles PSDB               | Fernando Borges Garcia PSDB Filomena de Alcântara Silva PSDB | 455    | PSDB (sem coligação)                                                                       | 266.957 | 20,90%     |
| Janete Muniz PCdoB                | Félix Marques da Silva PCdoB Vilson Pedro Nery PT            | 654    | Mato Grosso por Inteiro (PT, PTdoB, PCdoB, PRONA)                                          | 194.158 | 15,20%     |
| Gisela Araújo PHS                 | Emanuel de Araújo PHS Edson Rolim Fernandes PHS              | 312    | PHS (sem coligação)                                                                        | 22.648  | 1,77%      |
| Manoel Novaes PSC                 | Nelson Bernardo Gouvêa PSC Cleide Novaes Saragioto PSC       | 200    | PSC (sem coligação)                                                                        | 4.853   | 0,38%      |
| Cleuza Dias Leite PSOL            | Dária Pereira de Souza PSOL Liduvino José Giacomazzo PSOL    | 501    | Frente de Esquerda Mato Grosso (PSOL, PSTU)                                                | 3.963   | 0,31%      |
| José Aquino Corrêa PRP            | Sebastião Zattar Filho PRP Heloísa Helena Corrêa PRP         | 444    | PRP (sem coligação)                                                                        | 2.907   | 0,23%      |
| Edson Santana da Silva PSDC       | Edmar Alderete PSDC José Dias de Souza PSDC                  | 277    | PSDC (sem coligação)                                                                       | 558     | 0,05%      |

## Deputados federais eleitos
São relacionados os candidatos eleitos.

Representação eleita
  PP: 2
  PT: 1
  PPS: 1
  PL: 1
  PSDB: 1
  PMDB: 1
  PSB: 1

Fonteː
| Número | Deputados federais eleitos | Partido | Votação | Percentual | Cidade onde nasceu    | Unidade federativa |
| 1313   | Carlos Abicalil            | PT      | 128.851 | 8,98%      | Nova Friburgo         | Rio de Janeiro     |
| 2300   | Homero Pereira             | PPS     | 100.114 | 6,98%      | Adamantina            | São Paulo          |
| 2290   | Wellington Fagundes        | PL      | 78.215  | 5,45%      | Rondonópolis          | Mato Grosso        |
| 4545   | Telma de Oliveira          | PSDB    | 76.770  | 5,35%      | Cuiabá                | Mato Grosso        |
| 1515   | Carlos Bezerra             | PMDB    | 75.365  | 5,25%      | Chapada dos Guimarães | Mato Grosso        |
| 1123   | Pedro Henry                | PP      | 73.312  | 5,11%      | Santo André           | São Paulo          |
| 1140   | Eliene Lima                | PP      | 65.855  | 4,59%      | Tiros                 | Minas Gerais       |
| 4040   | Valtenir Pereira           | PSB     | 52.401  | 3,65%      | Jaciara               | Mato Grosso        |

## Deputados estaduais eleitos
Estavam em jogo as vinte e quatro vagas disponíveis na Assembleia Legislativa de Mato Grosso.

Representação eleita
  PPS: 5
  PFL: 5
  PP: 4
  PMDB: 4
  PSDB: 2
  PT: 2
  PTB: 1
  PDT: 1

Fonteː
| Número | Deputados estaduais eleitos | Partido | Votação | Percentual | Cidade onde nasceu | Unidade federativa |
| 11234  | José Geraldo Riva           | PP      | 82.799  | 5,72%      | Guaçuí             | Espírito Santo     |
| 15015  | Walter Rabello              | PMDB    | 70.646  | 4,88%      | São Paulo          | São Paulo          |
| 15152  | Zé Carlos do Pátio          | PMDB    | 42.277  | 2,92%      | Londrina           | Paraná             |
| 23123  | Percival Muniz              | PPS     | 41.719  | 2,88%      | Guiratinga         | Mato Grosso        |
| 12333  | Otaviano                    | PDT     | 35.901  | 2,48%      | Caiçara            | Rio Grande do Sul  |
| 23023  | Engenheiro Sebastião        | PPS     | 35.521  | 2,45%      | Rondonópolis       | Mato Grosso        |
| 23444  | Sérgio Ricardo              | PPS     | 32.615  | 2,25%      | Herval d'Oeste     | Santa Catarina     |
| 23040  | Mauro Savi                  | PPS     | 31.600  | 2,18%      | Medianeira         | Paraná             |
| 25125  | Dilceu Dal'Bosco            | PFL     | 30.159  | 2,08%      | Jupiá              | Santa Catarina     |
| 25123  | Walace Guimarães            | PFL     | 28.979  | 2%         | Mucurici           | Espírito Santo     |
| 25456  | Zé Domingos                 | PFL     | 28.869  | 1,99%      | Nortelândia        | Mato Grosso        |
| 45678  | Chica Nunes                 | PSDB    | 27.648  | 1,91%      | Cuiabá             | Mato Grosso        |
| 15456  | Adalto de Freitas Filho     | PMDB    | 31.019  | 1,80%      | Jataí              | Goiás              |
| 13566  | Ságuas Moraes               | PT      | 25.983  | 1,79%      | Mineiros           | Goiás              |
| 25150  | Humberto Bosaipo            | PFL     | 25.287  | 1,75%      | Goiânia            | Goiás              |
| 15200  | Juarez Costa                | PMDB    | 24.631  | 1,70%      | Londrina           | Paraná             |
| 11777  | Campos Neto                 | PP      | 23.248  | 1,61%      | Cuiabá             | Mato Grosso        |
| 45000  | Guilherme Maluf             | PSDB    | 23.189  | 1,60%      | Cuiabá             | Mato Grosso        |
| 11222  | Airton Rondina Luiz         | PP      | 20.784  | 1,44%      | Dourados           | Mato Grosso do Sul |
| 23666  | João Malheiros              | PPS     | 20.704  | 1,43%      | Cuiabá             | Mato Grosso        |
| 25105  | Gilmar Fabris               | PFL     | 20.057  | 1,38%      | José Bonifácio     | São Paulo          |
| 13000  | Ademir Brunetto             | PT      | 19.460  | 1,34%      | Paim Filho         | Rio Grande do Sul  |
| 11011  | Maksuês Leite               | PP      | 15.138  | 1,05%      | Cuiabá             | Mato Grosso        |
| 14789  | Chico Galindo               | PTB     | 11.329  | 0,78%      | Martinópolis       | São Paulo          |